# Jules Motor Company
Jules Motor Company war ein kanadischer Hersteller von Automobilen.

## Unternehmensgeschichte
Das Unternehmen wurde 1910 in Toronto gegründet. 1911 zog es nach Guelph und begann mit der Produktion von Automobilen. Der Markenname lautete Jules. Auftraggeber war C. M. Preston. Im gleichen Jahr endete die Produktion. Insgesamt entstanden zwei Fahrzeuge sowie eine Karosserie.

## Fahrzeuge
Das einzige Modell war ein offener Tourenwagen mit fünf Sitzen. Ein Vierzylindermotor mit 3705 cm³ Hubraum und 30 PS Leistung trieb die Fahrzeuge an. Ungewöhnlich war ein Knopf auf dem Bremspedal, der die Hupe auslöste.
Die einzelne Karosserie war die eines Roadsters.